# Gediminas Mažeika
Gediminas Mažeika, né le 24 mars 1978 à Kaunas, est un arbitre de football lituanien. Il est licencié à la FIFA depuis 2008.

## Biographie
Gediminas Mažeika officie pour la première fois internationalement le 4 mai 2008, lors du match comptant pour l'Euro des moins de 17 ans.
Il est donc « arbitre FIFA » et est autorisé à pratiquer son métier sur les pelouses internationales.